# Edward Gniewosz
Edward Joachim Sebastian Gniewosz herbu Rawicz (ur. 2 września 1822 we Wzdowie, zm. 26 maja 1906 w Wiedniu) – ziemianin, właściciel dóbr, poseł na galicyjski Sejm Krajowy i do Rady Państwa, c. k. radca ministerialny, c. k. radca dworu, podkomorzy.

## Życiorys

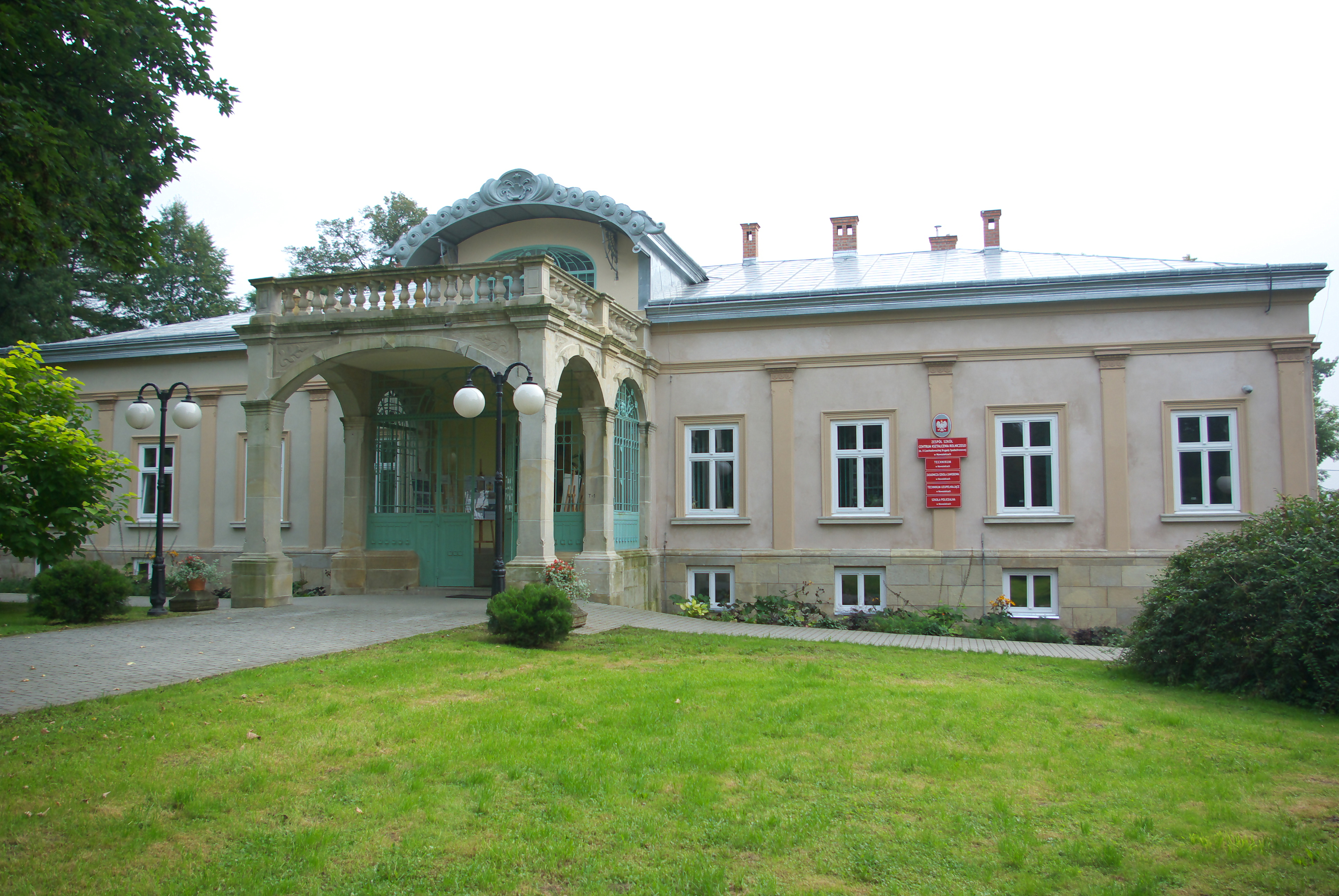
Dwór w Nowosielcach

Był jednym z ośmiorga dzieci Wiktora Gniewosza (1792-1840, właściciel dóbr Nowosielce i tamtejszego dworu, Gniewosz, Tokarnia, Karlików) i Łucji (1802-1894, córka Sebastiana Ostaszewskiego). Jego braćmi byli: Zygmunt (1827-1909, c. k. generał i szambelan cesarski), Władysław (1829-1901, c. k. pułkownik i szambelan cesarski), Feliks (1836-1897, właściciel dóbr, urzędnik). Miał także trzy siostry. Był też stryjeczno-ciotecznym bratem (kuzynem) Włodzimierza Gniewosza oraz dalszym kuzynem Jana Nepomucena Gniewosza. 
Po ukończeniu Theresianum w Wiedniu, zajmował w administracji galicyjskiej kolejno stanowiska: sekretarza (od 1859) i radcy namiestnictwa (od 1866). Był urzędnikiem C. K. Rady Szkolnej Krajowej. W sierpniu 1876, po ok. 30 latach pracy, został przeniesiony jako radca dworu (Hofrat) do Ministerstwa Oświaty w Wiedniu.
W 1864 został wybrany posłem Sejmu Krajowego Galicji I kadencji (do 1867) w I kurii obwodu Sambor na miejsce Henryka Janki, aresztowanego za udział w powstaniu styczniowym. Później był ponownie wybierany posłem kadencji II kadencji (1867–1869) i III kadencji (1870-1876) w I kurii obwodu Sanok, zaś pod koniec trzeciej kadencji na jego miejsce 16 lutego 1876 obrano Gustawa Romera. W Sejmie krajowym odegrał istotną rolę, zwłaszcza w zakresie spraw szkolnictwa i przy tworzeniu Rady Szkolnej Krajowej. W latach 1873–1896 posłował także do parlamentu w Wiedniu. Poseł do Rady Państwa w Wiedniu V kadencji (1873-1879), VI kadencji (1879-1885), VII kadencji (1885-1891), VIII kadencji (1891-1897), wybierany jako reprezentant kurii wiejskiej. Należał do Koła Polskiego. Był działaczem polityczno-oświatowym reprezentującym poglądy konserwatywne. Na początku 1897 zrezygnował z kandydowania w kolejnych wyborach z uwagi na stan zdrowia.
W połowie 1868 został wybrany do komisji statutowej galicyjskiego Towarzystwa Kredytowego, jednak zrezygnował z zasiadania w niej z uwagi na obowiązki na pełnionym stanowisku referenta Rady Szkolnej Krajowej. 18 listopada 1877 został mianowany c. k. podkomorzym Jego Ces. Kr. Apost. Mości (przyrzeczenie złożył 28 listopada 1877). Do 1901 był mężem zaufania dla oddziału hipotecznego w Banku Austro-Węgierskim w Wiedniu (jego następcą został Stefan Moysa-Rosochacki).
Uchwałą Rady Miejskiej w Sanoku z 1 września 1880 nadano mu tytuł honorowego obywatelstwa Sanoka za starania skutkujące otwarciem tego samego dnia C. K. Gimnazjum w Sanoku, jak też za działalność na polu konstytucyjnym jako poseł do Rady Państwa, życzliwość i przychylność miastu. W maju 1892 otrzymał honorowe obywatelstwo gmin Jaćmierz, Rymanów, Nowosielce. 
Jak podano w biogramie Edwarda Gniewosza w Polskim Słowniku Biograficznym, cechowała go prawdomówność, prostolinijność i odwaga cywilna w wypowiedziach politycznych.
Był żonaty z Marią Ressig. Zmarł w maju 1906 w Wiedniu. Został pochowany na cmentarzu Heiligenstädter w Wiedniu.

## Odznaczenia
- Order Żelaznej Korony
- Order Leopolda